# Andronikos Kakoullis
Andronikos Kakoullis (griechisch Ανδρόνικος Κακουλλής; * 3. Mai 2001) ist ein zyprischer Fußballspieler, der bei Omonia Nikosia unter Vertrag steht.

## Karriere

### Verein
Kakoullis spielt seit seiner Jugend bei Omonia Nikosia. Seinen ersten Einsatz im Seniorenbereich hatte er am 13. Mai 2018 im Spiel der First Division gegen Apollon Limassol, als er in der 90. Spielminute eingewechselt wurde.
Zu Beginn der Saison 2021/22 gelang Kakoullis der Durchbruch zum Stammspieler.

### Nationalmannschaft
Sein erstes Spiel für die zyprische A-Nationalmannschaft bestritt Kakoullis am 7. Oktober 2020 bei der 1:2-Heimniederlage im Freundschaftsspiel gegen Tschechien, in dem er in der 73. Spielminute gegen Ioannis Pittas ausgewechselt wurde. Am 14. November 2021 gelang ihm im bedeutungslosen letzten Qualifikationsspiel zur Weltmeisterschaft 2022 gegen Slowenien sein erstes Länderspieltor, als er in der 89. Spielminute den Anschlusstreffer zum 1:2-Endstand erzielte.

## Erfolge
- Zyprischer Meister: 2021
- Zyprischer Pokalsieger: 2022, 2023
- Zyprischer Supercupsieger: 2021